# Fort Kléber
Le fort Kléber, appelé à l'origine le Fort Fürst Bismark, est une fortification de type Biehler construit par les Allemands et appartenant à la ceinture fortifiée de Strasbourg, à Wolfisheim en Alsace.

## Position
Le fort fait partie de l'ensemble de quatorze fortifications (onze en Alsace sur la rive gauche, trois en pays de Bade sur la rive droite) réalisées autour de Strasbourg par l'Armée impériale allemande après la chute de la ville en 1870. Ces fortifications suivent le concept développé par le Generalmajor Hans Alexis von Biehler dont le but était de former une enceinte discontinue autour de la place forte faite de forts d’artillerie espacés d’une portée de canons. Le projet initial prévoyait la construction de trente-six forts mais, finalement, seuls quatorze furent construits.
Le fort est construit à l'ouest de Strasbourg, juste devant la commune de Wolfisheim, pour couvrir de ses feux la route descendant du col de Saverne (l'ancienne route nationale 4 française, soit l'actuelle RD 1004), pouvant croiser ses tirs avec le fort Frère qui est plus au nord de la route.

## Histoire
Le fort de Wolfisheim a été d'abord nommé « Fort VI » au début de sa construction, puis baptisé en l'honneur du chancelier impérial Otto von Bismarck ; il fut renommé en 1918 avec le nom du général de la période révolutionnaire Jean-Baptiste Kléber, redevient la Feste Fürst Bismark entre juin 1940 et novembre 1944 et enfin reprend le nom de fort Kléber.
L'Armée française a occupé le fort jusqu'en 1996. Le site a été acquis par la commune en 2008, qui l'a aménagé en promenade ouverte au public (le « parc Fort Kléber ») depuis 2010, avec une aire de jeux pour enfants, un parcours de santé dans le fossé et d'un petit zoo d'animaux de basse-cour dans la cour de la caserne Nord. L'« Association des Amis du Fort Kléber » organise des visites guidées.
À partir du mois de septembre 2024, ce fort fermera au public, pour des raisons de sécurité.

## Description
Il s'agit d'un fort polygonal ayant la forme d'un hexagone irrégulier aplati (d'environ 200 m de longueur pour 70 de large), entouré d'un fossé sec profond de six mètres et large d'une dizaine. L'entrée à pont-levis et la caserne donnent sur le fossé de gorge. La structure est en maçonnerie (grès vosgien et briques), le tout recouvert de terre. L'artillerie était à l'air libre, pouvant être installée sur seize plates-formes de tir, le personnel pouvant se réfugier dans des abris-traverses. La défense des fossés était confiée à cinq caponnières. Devant le fossé de gorge est aménagée une place d'armes formant bastion.
Le fort a été modernisé à la fin des années 1880 : une couche d'un mètre de sable et une carapace de 1,2 m en béton sont rajoutées au-dessus des casernements, tandis que les caponnières sont remplacées par des coffres de contrescarpe.